# Tzvi-Peretz Hayot
Pour les articles homonymes, voir Hayot.
Tzvi-Peretz Hayot (צבי פרץ חיות) est un rabbin, un chercheur et l'un des leaders du mouvement sioniste. 

## Biographie
Tzvi-Peretz Hayot naît en Galicie en 1876. À Florence en Italie, il dirige l'école rabbinique, sert de rabbin à la communauté et professe à l'université de la ville.
Jusqu'en 1918, Tzvi-Peretz Hayot remplit les fonctions de rabbin dans la ville de Trieste. De 1918 à sa mort il est nommé grand rabbin de la communauté de Vienne (Autriche). Il siège parallèlement à la tête du Conseil du travailleur sioniste, et reste le premier rabbin de Vienne à avoir affiché publiquement son adhésion au projet sioniste.
Le rabbin Hayot travaille à l'insertion du sionisme dans les cadres éducatifs juifs, idée qu'il applique au sein de l'école rabbinique qu'il fonde à Vienne.
Tzvi-Peretz Hayot meurt en 1927, et est enterré en Israël.